# Боскоінчитта
Boscoincittà (в перекладі з іт. «ліс у місті, міський ліс») — це громадський парк в Мілані, Італія.
Територія парку залишається у власності місцевої громади, але передана в концесію (з метою управління) організації Italia Nostra. Парк займає площу близько 110 га, знаходиться у західному передмісті Мілана, до нього входять ліси, луки, потічки, ставок і стара кашіна (фермерський будиночок) (XVI ст., Сан-Романо), у якій розташований офіс дирекції парку.

## Оновлення та збільшення території парку, наданої в концесію
З 1974 року територія парку передана в управління Italia Nostra, яка через спеціально створений відділ — Centro per la Forestazione Urbana, CFU (Центр міського лісового господарства) розпочала перший італійський проєкт по відновленню лісових насаджень у міських зонах за участю шкіл, асоціацій та волонтерських організацій. Концесіїні угоди мають дев'ятирічний термін. На час підписання першої угоди площа наданої в концесію території дорівнювала 35 га. Згодом, внаслідок підписання наступних угод, зростала до 50, 80 і, нарешті, до 110 га. Це супроводжувалося внесенням змін до первинного проєкту. Кашіна була відремонтована і містить офіс дирекції, бібліотеку та майданчики під накриттям.
Зелені насадження в Boscoincittà і Parco delle Cave (проєкт «Парк перерваних стежок») у 2003 році отримали міжнародне визнання. Парк Boscoincittà з іншими п'ятьма парками західного Мілана є частиною Parco Agricolo Sud Milano (Аграрний парк південного Мілана).

## Лінки
- Сайт парку [Архівовано 14 травня 2011 у Wayback Machine.]
- Центр міського лісового господарства [Архівовано 4 січня 2015 у Wayback Machine.]
- прогулянки в Мілані [Архівовано 20 червня 2011 у Wayback Machine.]
- фото з Панораміо
- Парки Мілана
- велосипедні доріжки в Парку [Архівовано 23 січня 2011 у Wayback Machine.]